# Beatrix Kania
Beatrix Christina Kania (geboren in Nürnberg) ist eine deutsche Diplomatin, die von September 2014 bis August 2017 als deutsche Botschafterin in Tegucigalpa (Honduras) akkreditiert war.

## Leben
Kania absolvierte nach dem Abitur ein Studium der Verwaltungswissenschaften, Politikwissenschaften, Geschichte und Recht in Erlangen, Bonn und Hagen, das sie mit dem Magister Artium (MA) abschloss, gefolgt von der Laufbahnprüfung für den höheren Auswärtigen Dienst. Sie ist verheiratet.
Nach dem Eintritt in den diplomatischen Dienst 1988 folgten Verwendungen in Den Haag, am Generalkonsulat der Bundesrepublik Deutschland in New York, im Auswärtigen Amt sowie an der Ständigen Vertretung Deutschlands bei der NATO. Anschließend war Kania Referentin im Internationalen Stab der NATO in Brüssel und Politische Beraterin des Kommandanten von KFOR in Priština im Kosovo. Es folgte ein Einsatz als Referentin an der Ständigen Vertretung der Bundesrepublik Deutschland bei den Vereinten Nationen in New York. Von 2008 bis 2010 war Kania Ständige Vertreterin des Botschafters in Kuwait und 2010 bis 2013 stellvertretende Referatsleiterin im Auswärtigen Amt (Abteilung für Vereinte Nationen und Globale Fragen). Anschließend arbeitete Kania ein Jahr lang als politische Beraterin an der Botschaft der Bundesrepublik Deutschland in Ankara. Von September 2014 bis August 2017 war Beatrix Kania deutsche Botschafterin in Honduras. Aktuell ist Kania Protokollchefin der Vereinten Nationen in New York.